# Saint-Divy
Saint-Divy (en bretó Sant-Divi) és un municipi francès, situat a la regió de Bretanya, al departament de Finisterre. L'any 2013 tenia 1.444 habitants.

## Demografia
| 1962                                       | 1968 | 1975 | 1982  | 1990  | 1999  | 2006  | 2008  | 2011  | 2013  |
| ------------------------------------------ | ---- | ---- | ----- | ----- | ----- | ----- | ----- | ----- | ----- |
| 529                                        | 533  | 745  | 1.141 | 1.413 | 1.407 | 1.321 | 1.290 | 1.384 | 1.444 |
| Des de 1962: població sense dobles comptes |      |      |       |       |       |       |       |       |       |

## Administració
| Període | Identitat           | Partit |
| ------- | ------------------- | ------ |
| 2008-   | Jean-Jacques Cozian |        |